# 民族考古学
民族考古学（みんぞくこうこがく、英:ethnoarcheology）とは、現存する伝統的文化を保持する小規模な民族集団を調査し、そこで得られた知見に基づいて、過去の考古学上のデータから様々な人間の活動パターンを復元する際の比較資料やモデルを作り出そうとしたり、ある考古学上の仮説を検討する基礎にしようと試みるものである。

## 方法
観察された民族集団の事例から、考古学的証拠となるものに着目し、先史時代の遺跡の発掘において、それらの証拠が得られるように発掘方法や資料採集方法を改良し、従来では得られなかった証拠を得る手がかりとなる。

## 具体例
- 南アフリカのブッシュマン
- オーストラリアのアンバラ族